# Ženska regionalna rokometna liga
Ženska regionalna rokometna liga (angleško Women’s Regional Handball League, s kratico WRHL) je ženska rokometna liga, v kateri sodelujejo ekipe iz področja nekdanje Jugoslavije. Poteka od leta 2008.
Naslov sta doslej osvojili dve ekipi. Najbolj uspešen klub je Budućnost, ki je Regionalno ligo osvojil v zadnjih štirih izvedbah. Zmagovalec krstne sezone 2008/09 je bila zagrebška Podravka Vegeta.
V ligi sodelujeta dva slovenska kluba. RK Krim Mercator je sodeloval v sezonah 2008/09, 2009/10 in 2013/14, RK GEN-I Zagorje pa v sezoni 2013/14.

## Zmagovalci regionalne lige

### Po letih
| Sezona  | Prvak                           |
| ------- | ------------------------------- |
| 2013/14 | Ženski rokometni klub Budućnost |
| 2012/13 | Ženski rokometni klub Budućnost |
| 2011/12 | Ženski rokometni klub Budućnost |
| 2010/11 | Ženski rokometni klub Budućnost |
| 2009/10 | Ženski rokometni klub Budućnost |
| 2008/09 | Rokometni klub Podravka Vegeta  |

### Po državah
| Država    | Št. naslovov prvaka | Št. nastopov v finalu | Prvaki iz te države |
| --------- | ------------------- | --------------------- | ------------------- |
| Hrvaška   | 1                   | 1                     | Podravka Vegeta (1) |
| Črna gora | 5                   | 5                     | Budućnost (5)       |